# Corentin Devroute
Corentin Devroute, né le 8 octobre 2003 à Dijon, est un coureur cycliste français.

## Biographie
Corentin Devroute est le fils de Jean-Pierre Devroute, un ancien cycliste amateur en première catégorie,. Bien que né dans la région dijonnaise, ses racines familiales remontent au Nord-Pas-de-Calais. Il réside actuellement à Montmançon. Inspiré par son père, il participe à ses premières compétitions chez les minimes. Il réalise ses débuts sous les couleurs de l'ASPTT Dijon.
En 2021, il se classe sixième de La Bernaudeau Junior, une course de niveau international. La même année, il obtient une victoire et diverses places d'honneur dans des épreuves fédérales. Il intègre ensuite l'effectif N1 du SCO Dijon en 2022. Bon sprinteur, il se distingue lors de la saison 2024 en remportant le Grand Prix de la Somme, inscrit au calendrier de l'UCI. Il termine également deuxième d'une étape du Tour de la Mirabelle. Dans le même temps, il ne délaisse pas ses études en validant une licence STAPS. 
Grâce à ses performances, il parvient à signer un premier contrat professionnel avec l'équipe continentale CIC U Nantes Atlantique. Il effectue d'abord un stage dans la structure nantaise, avant d'en intégrer officiellement l'effectif en 2025. 

## Palmarès
- 2021
  - Classique des Bourbons
  - 3e du Tour Causses Aigoual Cévennes
- 2023
  - 3e du Grand Prix de Saint-Étienne-lès-Remiremont
- 2024
  - 2e étape du Souvenir Patrick-Metz
  - Grand Prix de la Somme
  - 2e de la Classique du Châtillonnais
  - 3e de la Nocturne de Bar-sur-Aube